# Stielhandgranate

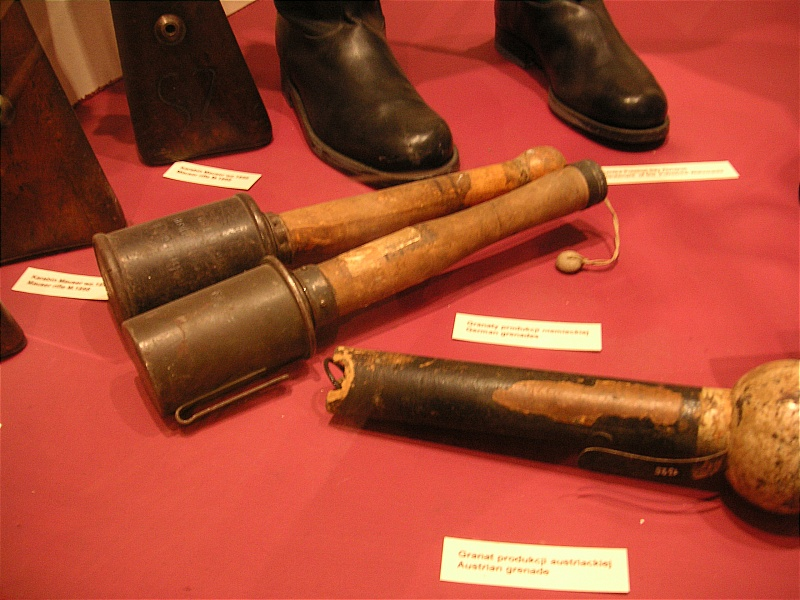
Two First World War Stielhandgranaten alongside a vaguely similar Austro-Hungarian ceramic design. The front Stielhandgranate is the Model 1917, and the back Stielhandgranate is the Model 1916 with visible belt clips.

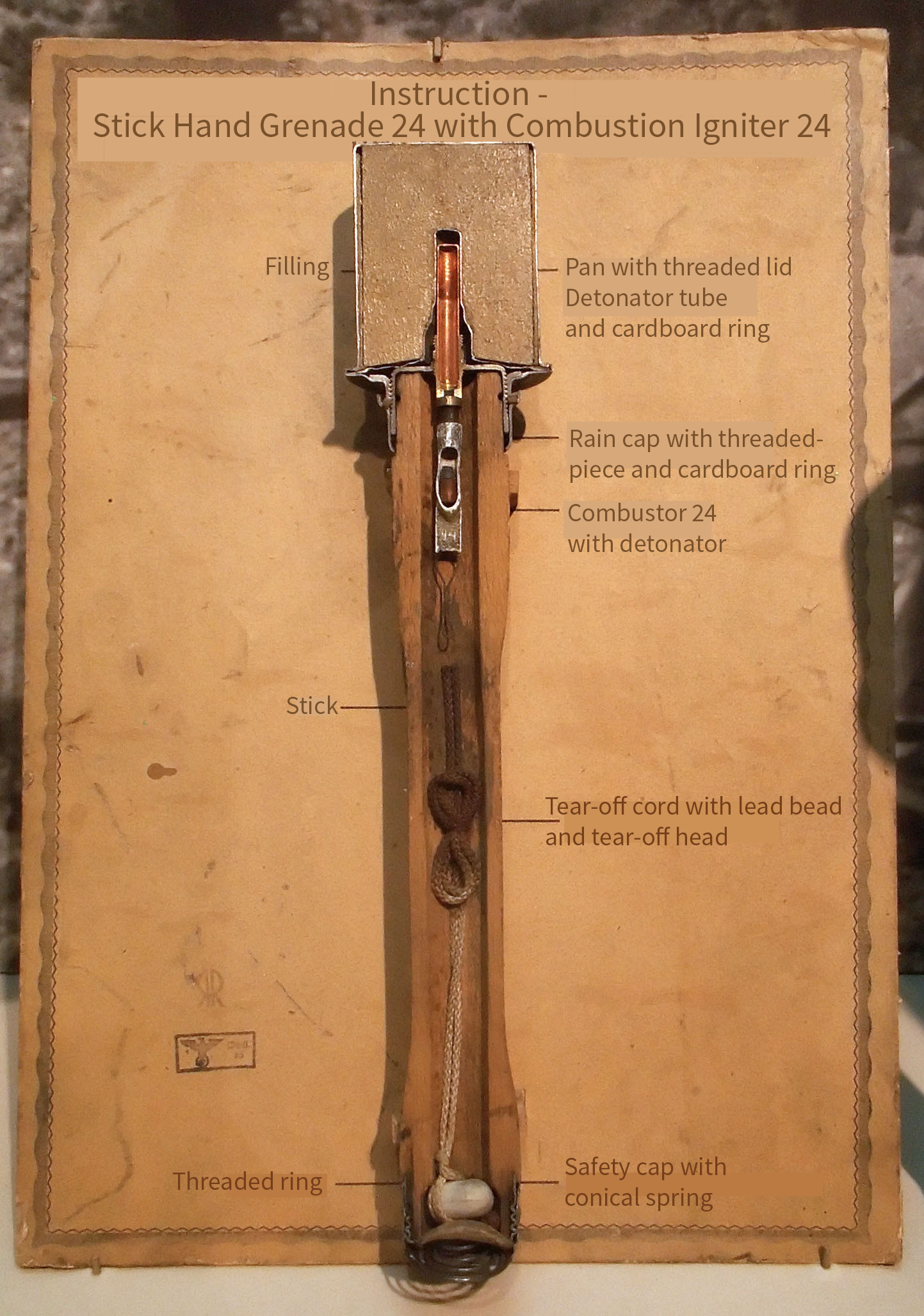
Cross-section of the later Model 1924 Stielhandgranate (the standard-issue grenade of the Wehrmacht) with unique steel rod-based fusing mechanism. (Translated from Original)

La Stielhandgranate (alemany per «granada de mà amb mànec») era una granada de mà alemanya que es distingia pel mànec de fusta. Va ser una granada estàndard per a l'exèrcit imperial alemany durant la Primera Guerra Mundial i el Heer durant la Segona Guerra Mundial. El seu aspecte característic va fer que se l'anomenés «granada de pal» o «puradora de patates» en l'argot de l'exèrcit britànic, i encara resta una de les armes d'infanteria més fàcilment reconegudes del segle xx.

## Orígens
Alemanya va entrar a la Primera Guerra Mundial amb un únic tipus de granada: una granada de fragmentació en forma de bola de 750 grams (Kugelhandgranate) per a l'ús només pels pioners en l'atac de fortificacions. Era massa pesada per a l'ús habitual del camp de batalla per tropes no entrenades i no apte per a la producció en massa. Això va deixar Alemanya sense una granada estàndard i es van utilitzar dissenys improvisats similars als dels britànics fins que es va poder subministrar una granada adequada.
Alemanya va introduir la «granada amb mànec» el 1915, el segon any del conflicte. A part del seu aspecte inusual, la Stielhandgranate utilitzava un sistema d'encesa per fricció. Això s'havia utilitzat en altres granades alemanyes, però era poc comú a nivell internacional.
Durant la Primera Guerra Mundial, la Stielhandgranate, sota el nom de M1915 (Model 1915), va competir tecnològicament amb la sèrie de bombes Mills de sèrie britànica. La primera bomba Mills: la granada núm. 5 Mk. 1 - es va introduir el mateix any que el model alemany 1915, però a causa dels retards de fabricació no es va distribuir àmpliament al servei general fins al 1916. Així, hi va haver un petit període en què les tropes alemanyes tenien grans subministraments de granades noves del model 1915, mentre que els seus oponents britànics només tenien un petit nombre.
A mesura que avançava la Primera Guerra Mundial, el model 1915 Stielhandgranatees va millorar amb diversos canvis. Aquestes variants van rebre designacions com el Model 1916 i el Model 1917.

## Variants de producció

### Model 1915 (M15)
El 1915, les indústries de l'Imperi Alemany van dissenyar i van començar la producció de la Stielhandgranate original, anomenada adequadament «Model 1915» (M15). Va utilitzar un sistema d'amortiment, a diferència de l'agulla de percussió que s'utilitzava a la majoria de granades de l'època. La forma fàcilment recognoscible del «xafador de patates» és el resultat d'una sèrie d'estils i opcions diferents del disseny. La granada estava muntada a un capçal de càrrega dins d'un cilindre de xapa d'acer sobre un llarg mànec de fusta buit. Internament, l'explosiu, inicialment amonal, però després aproximadament 170 g de farciment de trinitrotoluè, es va connectar a un detonador i un cordó de tracció que.corria des del detonador per la longitud del mànec buit, sortint de la base. Per utilitzar-lo, un soldat simplement estirava la corda cap avall, arrossegant una vareta d'acer rugosa a través de l'encesa dins del fusible. El contacte abrasiu de la vareta provocaria espurnes i una flama que s'encendrien des de dins, fent que el fusible s'encengués. Aquest fusible trigava aproximadament quatre segons i mig a arribar al detonador abans d'explotar.
L'informe de l'Oficina de Guerra britànica «WO 291/472 Performance and handling of HE grenades» dona una xifra mitjana per a un llançament dempeus d'una bomba Mills de 27 m (30 iardes), (23 m (25 iardes) quan està ajupit i 22 m (24 m) estirat propens). Un dels problemes que tenien les granades de mà de l'època era el rodament impredictible després de l'aterratge. La Stielhandgranate no va patir gaire, i en alguns aspectes en absolut, d'aquest problema, ja que el mànec juntament amb el capçal de càrrega es resistien a rodar. En lloc de rodar directament per un turó o per un terreny accidentat, la Stielhandgranate podria crear un eix de rotació: en canvi rodaria d'un costat a l'altre, perquè el cap de càrrega i la longitud de la granada actuaven com a equilibri. Tanmateix, la longitud addicional del mànec i la forma general irregular van fer que es poguessin portar menys granades. També trigava més temps a cebar la granada que els seus homòlegs aliats com la bomba Mills.
La Stielhandgranate es basava principalment en un efecte d'explosió de commoció cerebral, el seu contenidor de metall prim creava poca fragmentació en comparació amb moltes granades de l'època, com la bomba Mills i la granada F1 francesa, la granada Mk 2 nord-americana posterior de la Segona Guerra Mundial i la granada russa (posteriorment soviètica) granada F1. Les granades de fragmentació produïen metralla que podia ferir la infanteria enemiga sobre una gran àrea, cosa que feia que aquests tipus fossin molt útils en zones obertes com camps, l'extensió destruïda de la terra de ningú, platges, trinxeres espaioses i carrers amples de la ciutat.
Les granades de commoció cerebral, però, estaven dissenyades principalment per atordir els oponents a prop amb l'explosió de la seva càrrega explosiva, reduint així la resistència a l'atac d'infanteria immediatament posterior que es tancava amb el seu objectiu amb rifles i baionetes. La Stielhandgranate era extremadament eficaç i fiable per netejar zones tancades, com ara edificis, fortificacions i els compartiments de combat dels tancs enemics, tot i que el rendiment en zones obertes va ser menys que satisfactori. L'efecte de l'explosió recorria només una distància limitada abans d'extingir-se, mentre que les peces d'una granada de fragmentació equivalent podien volar centenars de metres (no era irreal esperar que la metralla metàl·lica pogués crear víctimes de foc amic, especialment a les zones obertes).

### Model 1916 (M16)
La granada M15 original patia un problema de disseny. El cordó de tracció que activava la metxa de la granada sobresortia de la base i podia quedar atrapat en runes o desordres als camps de batalla de la Primera Guerra Mundial, provocant que la fusible s'encengués i que la granada explotés al cinturó d'un infant que no s'adonés. Això va donar lloc a la introducció del Model 1916 (M16).
Funcionalment idèntic al M15, el M16 va incloure un canvi vital en el disseny base. Es va col·locar una petita bola de porcellana a la base de la granada, connectada directament al cordó. Això va evitar que la corda quedés al descobert. La petita perla estava parcialment envoltada al mànec de fusta, la qual cosa significava que calia una mica de força per treure-la. L'operació va ser gairebé idèntica, excepte que un soldat ja no necessitava estirar la corda.

### Model 1917 (M17)
Un altre desenvolupament de la Stielhandgranate es va implementar durant les etapes posteriors de la Primera Guerra Mundial, afectant el sistema d'encesaLa base del mànec de la Stielhandgranate es va redissenyar lleugerament i es va introduir una tapa metàl·lica. Aquesta tapa ocultava la perla de porcellana i el cordó de tracció, permetent-li simplement descansar lliurement dins del mànec. La tapa de coberta simplement s'eliminaria abans d'utilitzar-la com amb la M16.

### Model 1924 (M24)

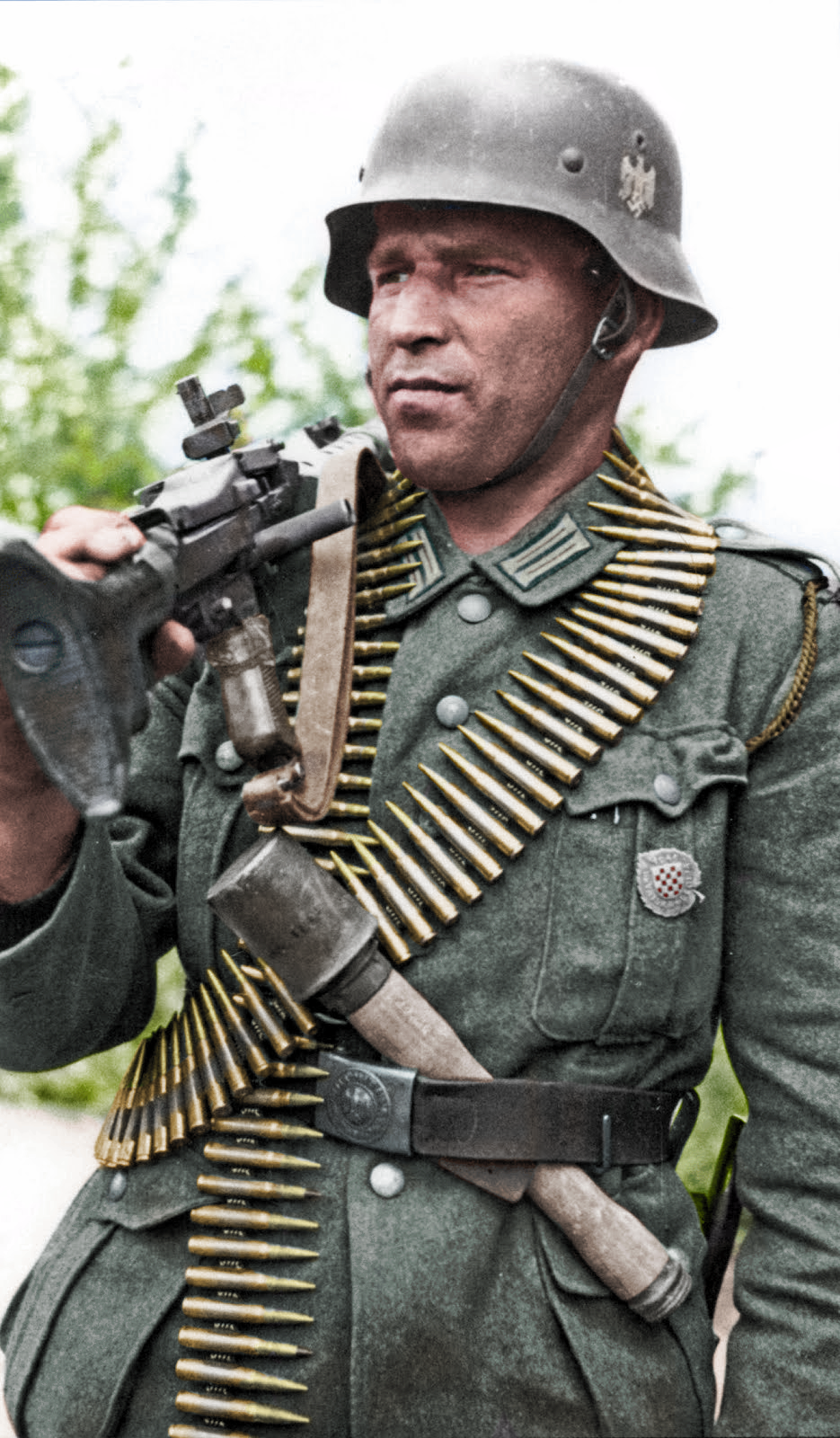
Un soldat croata, totalment equipat amb material alemany, mostra una Stielhandgranate al seu cinturó.

Després de la derrota de l'Imperi alemany al final de la Primera Guerra Mundial, el col·lapse de la capacitat industrial i la força militar d'Alemanya va deixar molts projectes i idees oblidats durant anys. Quan la recentment creada República de Weimar va començar a reparar progressivament la devastació tant física com econòmica, es va permetre una lenta reconstrucció de les forces armades sota les limitacions establertes pels aliats.
La República de Weimar va reviure la Stielhandgranate, i va crear una nova versió el 1924, el «Model 1924 Stielhandgranate» (M24). Tot i que es mantenia el mateix explosiu i fusible, la principal distinció entre l'M24 i l'M15 original és un capçal de càrrega una mica més curt i l'eliminació d'un clip de transport del cinturó. Un altre canvi en el disseny va ser un allargament del mànec de fusta. La intenció d'aquestes alteracions de disseny era simplement per a la mobilitat; els soldats alemanys podien posar fàcilment (i sovint ho feien) la granada darrere del cinturó del seu uniforme, subjectada i segura. En ser una mica més lleuger i de menor gruix, això va millorar l'ús general.
L'M24 és coneguda com la granada de mà estàndard de les forces armades de la Wehrmacht durant la Segona Guerra Mundial. Adaptant-se al camp canviant de la guerra moderna, els soldats alemanys portarien la M24 directament al davant, permetent un accés ràpid i fàcil. No obstant això, en els darrers anys de la guerra sovint s'aconsellava portar-los d'una manera diferent, ja que era molt probable que qualsevol tipus d'explosió o calor pogués encendre la metxa de la granada al cinturó, provocant víctimes innecessàries.
El Model 24 Stielhandgranate s'emmagatzemava en caixes especialment dissenyades durant el transport, que podien portar fins a 15 granades individuals. Com a mesura de seguretat, es va aconsellar a les unitats de la Wehrmacht que només inserissin els conjunts de fusibles reals quan es trobaven a punt d'entrar en combat. Més tard a la guerra, però, molts soldats de la Wehrmacht tindrien sempre les armes a punt, a causa de la ferocitat que es veié a l'Exèrcit Roig soviètic a l'est i l'avenç progressiu dels Aliats al front occidental. Durant la producció, es va estampar un recordatori a cada càrrega explosiva: Vor Gebrauch Sprengkapsel einsetzen ("Abans d'utilitzar insertar el detonador «).
El Model 1924 era bastant ineficaç per si mateix per danyar o desactivar un vehicle blindat enemic o per destruir fortificacions. Tampoc no tenia l'efecte metralla de la majoria de les altres granades de l'època. Per superar aquestes falles, diverses indústries alemanyes durant la Segona Guerra Mundial van produir una sèrie de variants que van ampliar la utilitat i la capacitat de la M24.

#### Variant K
Durant nombroses operacions de la invasió de la Unió Soviètica, la Wehrmacht va trobar que en condicions de congelació el fusible de l'M24 no podia encendre's. Com a resposta, es va desenvolupar una variant amb un explosiu resistent al fred i es va subministrar a la majoria de les unitats desplegades al front oriental (especialment a la Rússia actual). Durant la producció, el capçal de càrrega metàl·lic estava marcat amb una lletra K, fent referència a la paraula alemanya Kalt (fred).

#### Nebelhandgranate
La Wehrmacht no tenia una granada de fum adequada per permetre a la infanteria cobrir avanços o retirades, o cegar enemics mentre atacava una posició. Per solucionar-ho, Alemanya va dissenyar i produir una granada nebel (boira) que era essencialment un M24 amb un mecanisme de fusibles remodelat i el farciment explosiu substituït per un material fumejant; s'emetia fum per petits forats tallats a la part inferior del capçal de càrrega metàl·lic. A més de les marques inscrites al capçal de càrrega, una gran banda blanca pintada al mànec el distingia d'un M24 estàndard. Posteriorment, es va afegir una textura en relleu al mànec per distingir-lo pel tacte. Aquesta variant es coneix sovint com a Nebelhandgranate (granada de mà de boira).

#### Variants d'entrenament
Com la majoria de les forces que van prendre part a la Segona Guerra Mundial, la Wehrmacht va produir versions inerts (no capaces d'explotar) de la granada estàndard, dissenyades per ajudar els reclutes sobre com llançar i operar correctament l'arma durant l'entrenament. Anomenades Übungs-Stielhandgranate 24, es caracteritzaven per càrregues vermelles brillants amb forats per tot arreu.

#### "Paquet de càrrega» improvisat
Per contrarestar la manca d'eficàcia contra objectius durs com ara tancs i edificis, es va crear una solució comuna en forma d'un «paquet de càrrega» improvisat. Les càrregues d'una sèrie de granades M24 (els seus mànecs i fusibles eliminats) estarien enganxats al voltant d'una granada completa, normalment amb una simple corda, tela o filferro. Aquests es podien crear amb fins a sis càrrecs addicionals, i en la batalla els estils més habituals per veure eren l'addició de quatre o sis. Extraoficialment, aquestes granades improvisades eren conegudes com Geballte Ladung (càrrega agrupada o càrrega concentrada).
Com a resultat d'aquesta solució rendible i fiable, el soldat d'infanteria estàndard de la Wehrmacht podria improvisar ràpidament una granada amb fins a set vegades la potència explosiva. No obstant això, el pes afegit dificultava el llançament, i l'augment de mida feia que no fos pràctic portar amb una mà i que se'n poguessin portar molt menys. Aquests factors van fer que els esquadrons d'infanteria, si s'enfrontaven a un enemic blindat, haurien d'apropar-se a un rang reduït si volien utilitzar les càrregues del paquet. Durant els primers anys de la Segona Guerra Mundial, hi havia poca cosa en termes d'armes manuals alemanyes veritablement eficaços dissenyades per lluitar contra objectius durs, com ara vehicles blindats i estructures, i fins i tot més tard durant la guerra aquest estil de granada va seguir sent útil per a l'infant comú de la Wehrmacht.

#### Dissenys estrangers
A part de l'Alemanya nazi, el Model 24 Stielhandgranatees va utilitzar a nivell mundial durant la Segona Guerra Mundial. Diverses nacions van adquirir directament o comprar existències de la granada, o van crear versions similars amb ajustaments molt lleugers.

##### Stielhandgranatexinesa

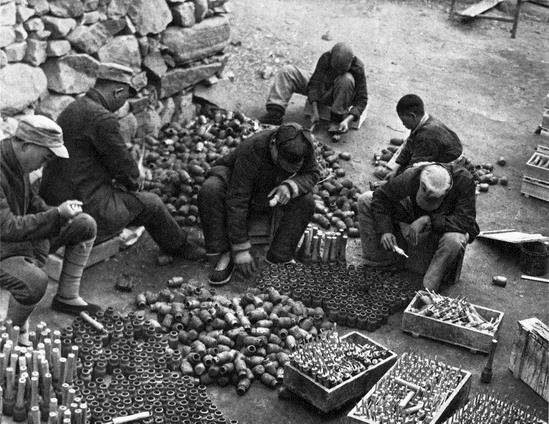
Treballadors xinesos produint còpies de la M24 a mà.

Durant la Segona Guerra sino-japonesa, els xinesos van dissenyar i produir una granada basada en el model alemany 1924 que va ser utilitzada per l'Exèrcit Nacional Revolucionari. Aquestes granades van ser el principal tipus de granada utilitzada per les forces xineses durant tota la guerra. Era un disseny senzill i es va produir en sèrie en gran nombre, no només en arsenals (principalment a l'1, 11, 21, 24, 25 i 30), sinó també a mà amb l'ajuda de civils. Cada mes es produïen centenars de milers de granades. Hi va haver algunes variacions en el disseny, però la majoria van seguir el mateix patró bàsic: un mànec de fusta amb un cap rodó o cilíndric i un fusible de combustió lenta. La càrrega era una barreja de TNT i nitrur de potassi, i generalment eren una mica més febles que el seu homòleg alemany. El 1939, un nou disseny amb un mànec més petit i una càrrega explosiva molt més comprimida va començar les proves. El model resultant era més lleuger i potent i l'oficina d'artilleria va decretar que fos el nou tipus estàndard en tots els arsenals. Igual que les tropes alemanyes, els soldats xinesos sovint ajuntaven granades per destruir fortificacions, vehicles i similars. Una altra tàctica era lligar una granada a un pal llarg de bambú, per exemple per enganxar-se a una paret o a una finestra.
Després de la Segona Guerra Mundial, l'Exèrcit Popular d'Alliberament va estandarditzar una variant de la granada, designada «Tipus 67". Es va convertir en la granada estàndard per a l'Exèrcit Popular d'Alliberament i també es va subministrar en gran nombre al Viet Cong i a l'Exèrcit Popular del Vietnam durant la Guerra del Vietnam.

###### Tipus 98

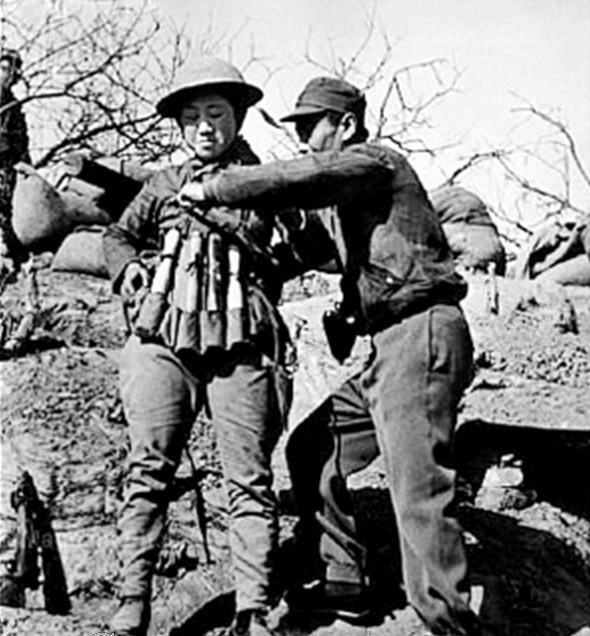
Un terrorista suïcida xinès posant-se una armilla explosiva de granades de mà estil M24 per utilitzar-les contra els tancs japonesos a la batalla de Taierzhuang

El 1938, l'exèrcit imperial japonès va copiar la Stielhandgranate xinesa i les va produir en una fàbrica japonesa a Manxúria. Aquestes van ser designats com el «Tipus 98". A diferència tant del M24 Stielhandgranatealemany original com del seu homòleg xinès, la Tipus 98 era una granada de fragmentació. La càrrega, però, era feble i només contenia 85 g (3 oz) d'àcid pícric (més potent però menys segur que el TNT). L'arma tenia un anell de tracció connectat al cable d'encesa i el retard del fusible era de 4 a 5 segons (variant de granada a granada). Com les granades xineses, era una còpia tosca del Model 1924 i una sèrie de problemes van afectar la seva eficàcia.

### Model 1943 (M43)
A mesura que la guerra avançava i la Wehrmacht començava a perdre força i impuls contra la Unió Soviètica, l'Alemanya nazi va començar a implementar mesures per garantir la seguretat i la fiabilitat de les seves armes. La Wehrmacht havia de minimitzar el risc de lesions o morts causades per fallades del seu equipament militar, municions i armes.
Les capacitats industrials d'Alemanya van disminuir a mesura que avançava la guerra. Com a resultat, la producció de municions, equips i armament havia de ser més fàcil i rendible. Alguns d'aquests, com la Maschinengewehr 42, van ser més que un èxit a nivell de recursos, però molts només eren versions més simples i menys costoses d'un article existent. La granada Model 1924 va ser tècnicament «succeïda» pel Model 1943 (M43). Es tractava d'una còpia amb algunes peces cares eliminades o substituïdes per facilitar la producció i, per això, l'original va romandre en servei amb la infanteria de la Wehrmacht fins al final de la guerra.
Les úniques alteracions significatives en el disseny de l'M43 van ser la inclusió d'un detonador autònom, el que significa que el fusible i l'explosiu estaven directament relacionats. El M43 també va utilitzar un conjunt de fusibles completament diferent, molt similar al de la granada Model 39, una altra granada de mà alemanya de l'època.

## Usuaris

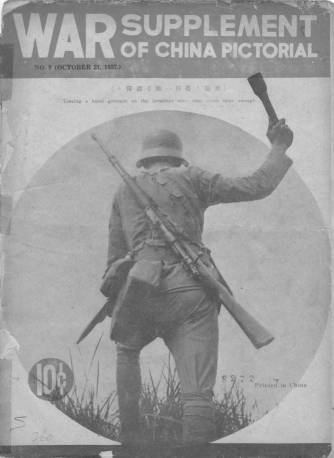
Un soldat d'infanteria xinès amb un M24. L'uniforme i l'equipament fabricats alemanys van ser el resultat de la participació alemanya en la modernització de l'exèrcit xinès.

La Stielhandgranate es va utilitzar en molts conflictes, incloses les dues guerres mundials.
| Imperi Alemany      | Servei absolut | ✓ | ✓ | ✓ | ✓ | X | X  |
| República de Weimar | Servei absolut | ✓ | X | X | X | ✓ | X  |
| Alemanya Nazi       | Servei absolut | ✓ | X | X | X | ✓ | ✓  |
| Usuaris no oficials |                |   |   |   |   |   |    |
| Àustria-Hongria     | Préstec/compra | X | ✓ | ✓ | ✓ | X | X  |
| Hongria             | Préstec/compra | X | X | X | X | ✓ | ✓  |
| Croàcia             | ?              | X | ? | ? | ? | ✓ | ✓? |
| Finlàndia           | Préstec/compra | X | X | X | X | ✓ | X  |
| Suècia              | ?              | ? | ? | ? | ? | ? | ?  |
| Unió Soviètica      | Capturades     | X | X | X | X | ✓ | ✓  |
| Letònia             | Capturades     | X | ✓ | ✓ | ✓ | X | X  |
| França              | Capturades     | X | ✓ | ✓ | ✓ | ✓ | ✓  |

| Usuari               | Tipus de servei                       | Versió         | Versió   | Versió   |
| Usuari               | Tipus de servei                       | Còpies xineses | Tipus 98 | Tipus 67 |
| -------------------- | ------------------------------------- | -------------- | -------- | -------- |
| Imperi japonès       | Capturades/disseny local de producció | ✓              | ✓        | X        |
| República de la Xina | Disseny local de producció            | ✓              | X        | X        |
| R.P. de la Xina      | Disseny local de producció            | ✓              | X        | ✓        |
| Vietnam del Nord     | Préstec/compra                        | X              | X        | ✓        |